# Tournoi d'ouverture du championnat du Chili de football 2016
Navigation
Tournoi précédent Tournoi suivant
Le tournoi d'ouverture de la saison 2016 du Championnat du Chili de football est le premier tournoi de la quatre-vingt-quatrième édition du championnat de première division au Chili. 
La saison sportive est scindée en deux tournois saisonniers, Ouverture et Clôture, qui décernent chacun un titre de champion. Le fonctionnement de chaque tournoi est le même : l'ensemble des équipes est regroupé au sein d'une poule unique où elles affrontent les autres clubs une seule fois. Le vainqueur du tournoi Ouverture se qualifie pour la Copa Libertadores 2017 et est protégé de la relégation en fin de saison.
La relégation est décidée à l'issue du tournoi de Clôture. Un classement cumulé des deux tournois est effectué et les deux derniers de ce classement sont relégués et remplacés par les deux meilleures équipes de Segunda Division, la deuxième division chilienne.
C'est le tenant du titre, le CD Universidad Católica qui remporte à nouveau le tournoi après avoir terminé en tête du classement final, avec trois points d’avance sur le Club de Deportes Iquique et quatre sur l'Unión Española. C'est le douzième titre de champion du Chili de l'histoire du club.

## Qualification pour la Copa Libertadores et la Copa Sudamericana
Les critères de qualifications pour les deux compétitions changent à partir de ce tournoi, puisque les deux compétitions continentales se déroulent en même temps et un club ne peut donc se qualifier que pour une seule des deux épreuves.
Pour la Copa Libertadores 2017, le Chili dispose de quatre places :
- Vainqueur du tournoi Clôture 2016 (CD Universidad Católica)
- Vainqueur du tournoi Ouverture 2016 (si le CD Universidad Católica est à nouveau sacré, c'est son dauphin qui récupère la place)
- Vainqueur de la Copa Chile
- Vainqueur du barrage entre les deux meilleures équipes du tournoi Ouverture non qualifiées pour la Copa Libertadores

Pour la Copa Sudamericana 2017, le Chili dispose également de quatre places :
- Perdant du barrage entre les deux meilleures équipes du tournoi Ouverture non qualifiées pour la Copa Libertadores
- Équipe ayant réalisé le meilleur parcours en Copa Chile et non qualifiée pour la Copa Sudamericana
- Deux places pour les deux meilleures équipes du tournoi Ouverture non qualifiées pour la Copa Sudamericana

## Les clubs participants
- Colo-Colo
- CD Universidad Católica
- CF Universidad de Chile
- Club de Deportes Iquique
- Club de Deportes Antofagasta
- Club Deportivo Huachipato
- Deportivo Temuco - Promu de Segunda División
- Club Deportivo O'Higgins
- Club de Deportes Cobresal
- Unión Española
- Audax Italiano
- Club Deportivo Palestino
- CD Everton Viña del Mar - Promu de Segunda División
- Club de Deportes Santiago Wanderers
- Club Deportivo Universidad de Concepción
- CD San Luis de Quillota

## Compétition
Le barème utilisé pour établir le classement est le suivant :
- Victoire : 3 points
- Match nul : 1 point
- Défaite : 0 point

### Classement
| Rang | Équipe                       | Pts | J  | G | N | P | Bp | Bc | Diff |
| ---- | ---------------------------- | --- | -- | - | - | - | -- | -- | ---- |
| 1    | CD Universidad CatólicaT     | 31  | 15 | 9 | 4 | 2 | 37 | 18 | +19  |
| 2    | CD Iquique                   | 28  | 15 | 8 | 4 | 3 | 28 | 22 | +6   |
| 3    | CD Unión Española            | 27  | 15 | 8 | 3 | 4 | 27 | 20 | +7   |
| 4    | CD O'Higgins                 | 26  | 15 | 7 | 5 | 3 | 23 | 15 | +8   |
| 5    | Colo-ColoC                   | 23  | 15 | 6 | 5 | 4 | 26 | 20 | +6   |
| 6    | CD Palestino                 | 21  | 15 | 6 | 3 | 6 | 25 | 19 | +6   |
| 7    | CF Universidad de Chile      | 21  | 15 | 5 | 6 | 4 | 23 | 22 | +1   |
| 8    | CD San Luis de Quillota      | 21  | 15 | 6 | 3 | 6 | 21 | 22 | -1   |
| 9    | CD Antofagasta               | 19  | 15 | 5 | 4 | 6 | 17 | 22 | -5   |
| 10   | CD Huachipato                | 18  | 15 | 4 | 6 | 5 | 24 | 24 | 0    |
| 11   | CD Santiago Wanderers        | 18  | 15 | 5 | 3 | 7 | 13 | 20 | -7   |
| 12   | Deportivo TemucoP            | 16  | 15 | 5 | 1 | 9 | 15 | 21 | -6   |
| 13   | CD Cobresal                  | 16  | 15 | 4 | 4 | 7 | 14 | 21 | -7   |
| 14   | CD Everton Viña del MarP     | 15  | 15 | 3 | 6 | 6 | 22 | 28 | -6   |
| 15   | Audax Italiano               | 15  | 15 | 4 | 3 | 8 | 17 | 28 | -11  |
| 16   | CD Universidad de Concepción | 14  | 15 | 4 | 2 | 9 | 15 | 25 | -10  |

|  | Qualification pour la Copa Libertadores 2017                                     |
|  | Qualification pour le barrage Libertadores/Sudamericana                          |
|  | Qualification pour la Copa Sudamericana 2017                                     |
|  | T : Tenant du titre C : Vainqueur de la Copa Chile P : Promu de Segunda División |

### Barrage Libertadores/Sudamericana
L'Unión Española et O'Higgins s'affrontent pour désigner le quatrième qualifié pour la Copa Libertadores 2017. Le perdant obtient son billet pour la Copa Sudamericana 2017.
| Équipe 1       | Résultat      | Équipe 2  |
| -------------- | ------------- | --------- |
| Unión Española | 1 - 1 tab 4-2 | O'Higgins |

## Bilan du tournoi
| Championnat du Chili de football 2016 |                                     |
| Champion                              | CD Universidad Católica (12e titre) |
| Coupes et trophées                    |                                     |
| Vainqueur de la Coupe du Chili 2016   | Colo-Colo                           |
| Qualifications continentales          |                                     |
| Copa Libertadores 2017                | CD Universidad Católica             |
| Copa Libertadores 2017                | Club de Deportes Iquique            |
| Copa Libertadores 2017                | Colo-Colo                           |
| Copa Libertadores 2017                | CD Unión Española                   |
| Copa Sudamericana 2017                | Club Deportivo Palestino            |
| Copa Sudamericana 2017                | CF Universidad de Chile             |
| Copa Sudamericana 2017                | CD Everton Viña del Mar             |
| Copa Sudamericana 2017                | CD O'Higgins                        |
| Promotions et relégations             |                                     |
| Promus en Primera División            | Aucun                               |
| Relégués en Segunda División          | Aucun                               |